# Pour Esmé avec amour et abjection
Pour Esmé, avec amour et abjection (titre original en anglais : For Esmé—with Love and Squalor) est une nouvelle de l'écrivain américain J. D. Salinger parue en 1950. 

## Parution
Publiée pour la première fois dans la revue The New Yorker le 8 avril 1950, elle est incluse dans le recueil de nouvelles Nine Stories deux ans plus tard. 

## Résumé
La nouvelle raconte l'histoire d'un sergent de l'armée américaine qui se remémore sa rencontre avec une fillette, Esmé, en Angleterre, durant la Seconde Guerre mondiale, avant d'être envoyé au combat.